# Espírito Santo (staat)
Espírito Santo is een van de 26 deelstaten van Brazilië. De staat met de standaardafkorting ES heeft een oppervlakte van ca. 46.096 km² en ligt in de regio Zuidoost.
Espírito Santo grenst aan de Atlantische Oceaan in het oosten en de staten Rio de Janeiro in het zuiden, Minas Gerais in het westen en Bahia in het noorden. In 2017 had de staat 4.016.356 inwoners. De hoofdstad is Vitória. Een inwoner van Espirito Santo noemt men een Capixaba. Het hoogste punt van de staat is de Pico da Bandeira met 2892 meter. Het traditionele gerecht is de moqueca capixaba.

## Belangrijke steden
| Stad                                            | Inwoners |
| ----------------------------------------------- | -------- |
| Serra                                           | 502.618  |
| Vila Velha                                      | 486.388  |
| Cariacica                                       | 387.368  |
| Vitória                                         | 363.140  |
| Cachoeiro de Itapemirim                         | 211.649  |
| Linhares                                        | 169.048  |
| São Mateus                                      | 128.449  |
| Colatina                                        | 124.525  |
| Guarapari                                       | 123.166  |
| Aracruz                                         | 98.393   |
| Bron: (pt) IBGE - Populatie volgens census 2017 |          |

## Bestuurlijke indeling
De deelstaat Espírito Santo is ingedeeld in 4 mesoregio's, 13 microregio's en 78 gemeenten.

## Porto Central
In april 2012 tekenden de staat een contract met het Havenbedrijf Rotterdam N.V., de gemeente  Presidente Kennedy en projectontwikkelaar Terminal Presidente Kennedy een overeenkomst voor de ontwikkeling van Porto Central. De haven moet nog worden aangelegd en komt in het uiterste zuiden van Espírito Santo. Het gaat om een industriehaven met een initiële omvang van 1.000 hectare aan diep zeewater, voor de overslag van olie, gas, offshore diensten, droge bulk en stukgoed. De eerste schepen worden pas over enige jaren verwacht.

## Impressie van enkele steden in Espírito Santo

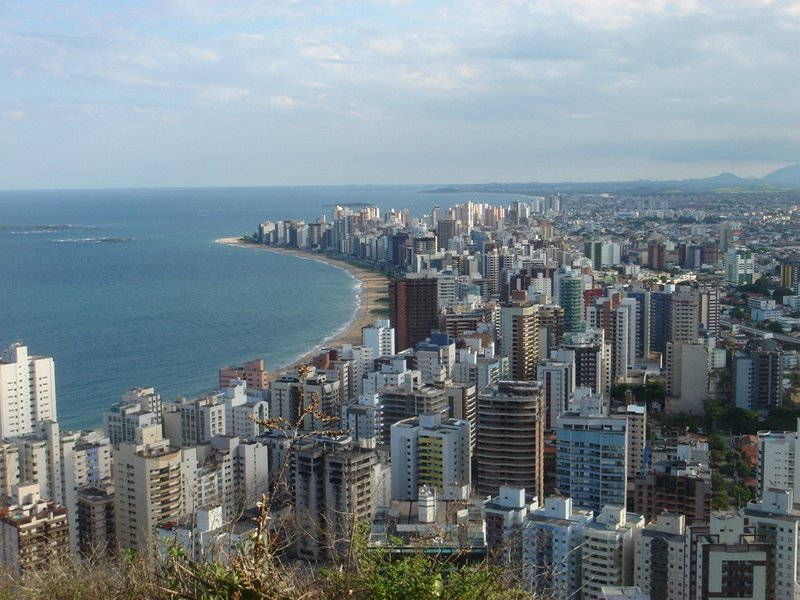
Vila Velha
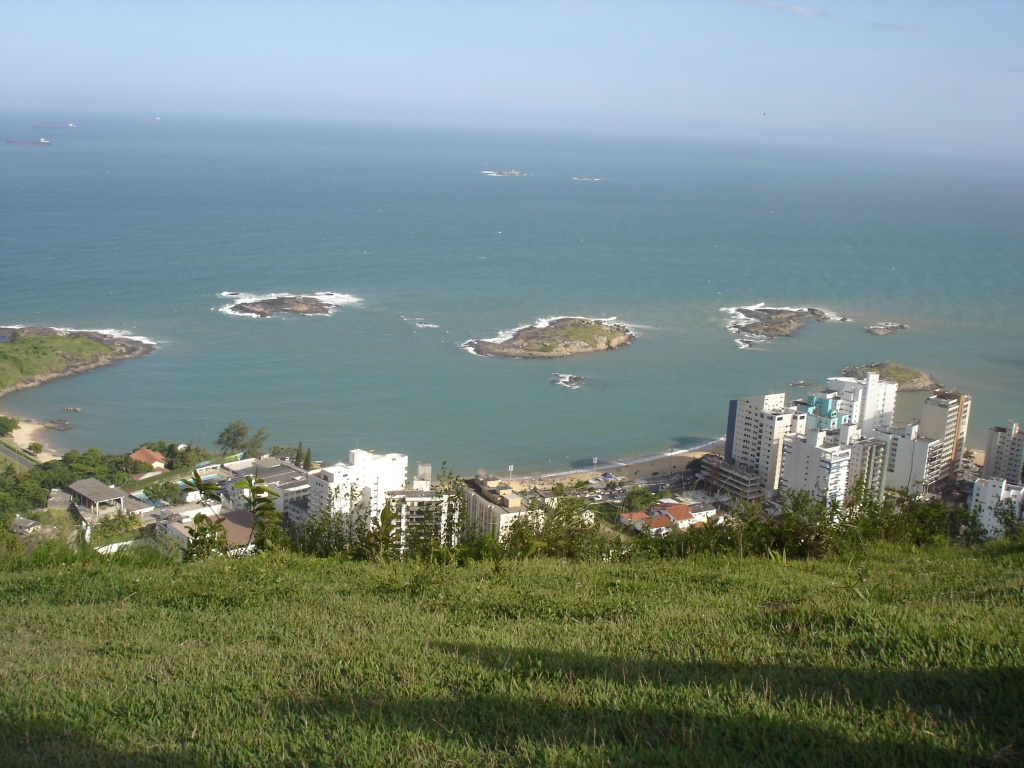
Morro do Moreno
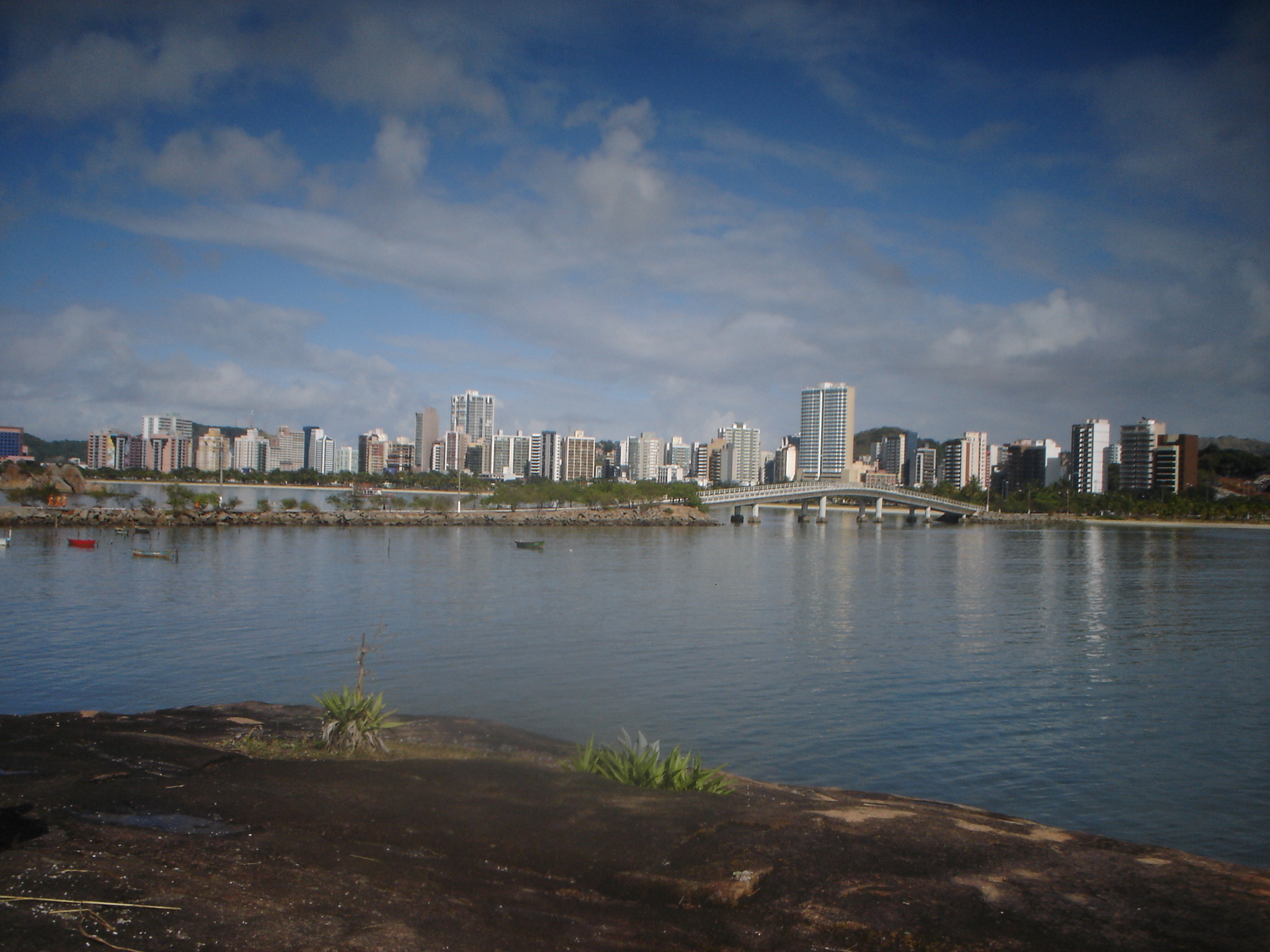
Skyline van Vitória
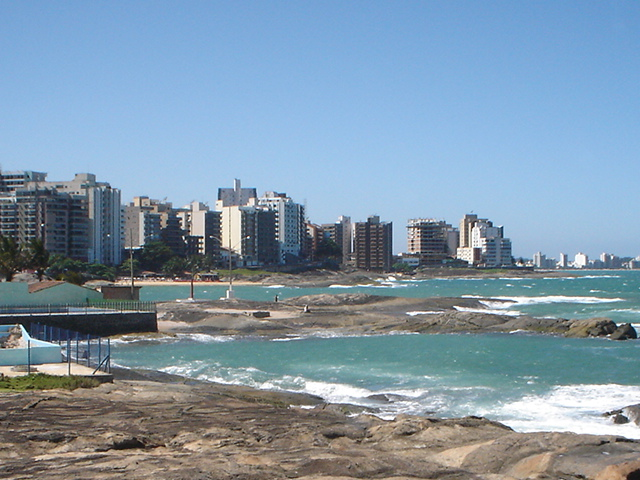
Skyline van Guarapari

## Impressie van de natuur in Espírito Santo

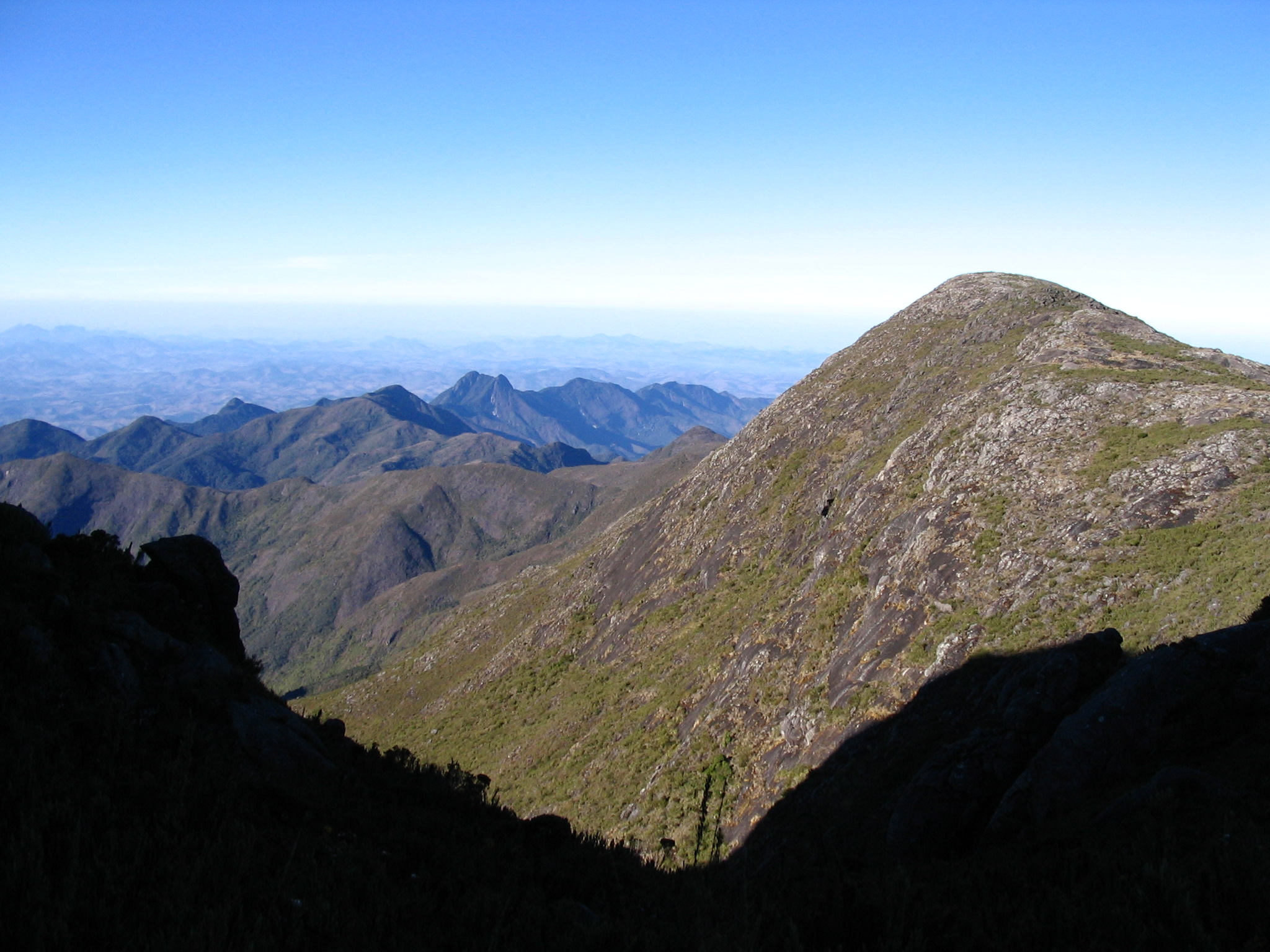
Nationaal park Caparaó
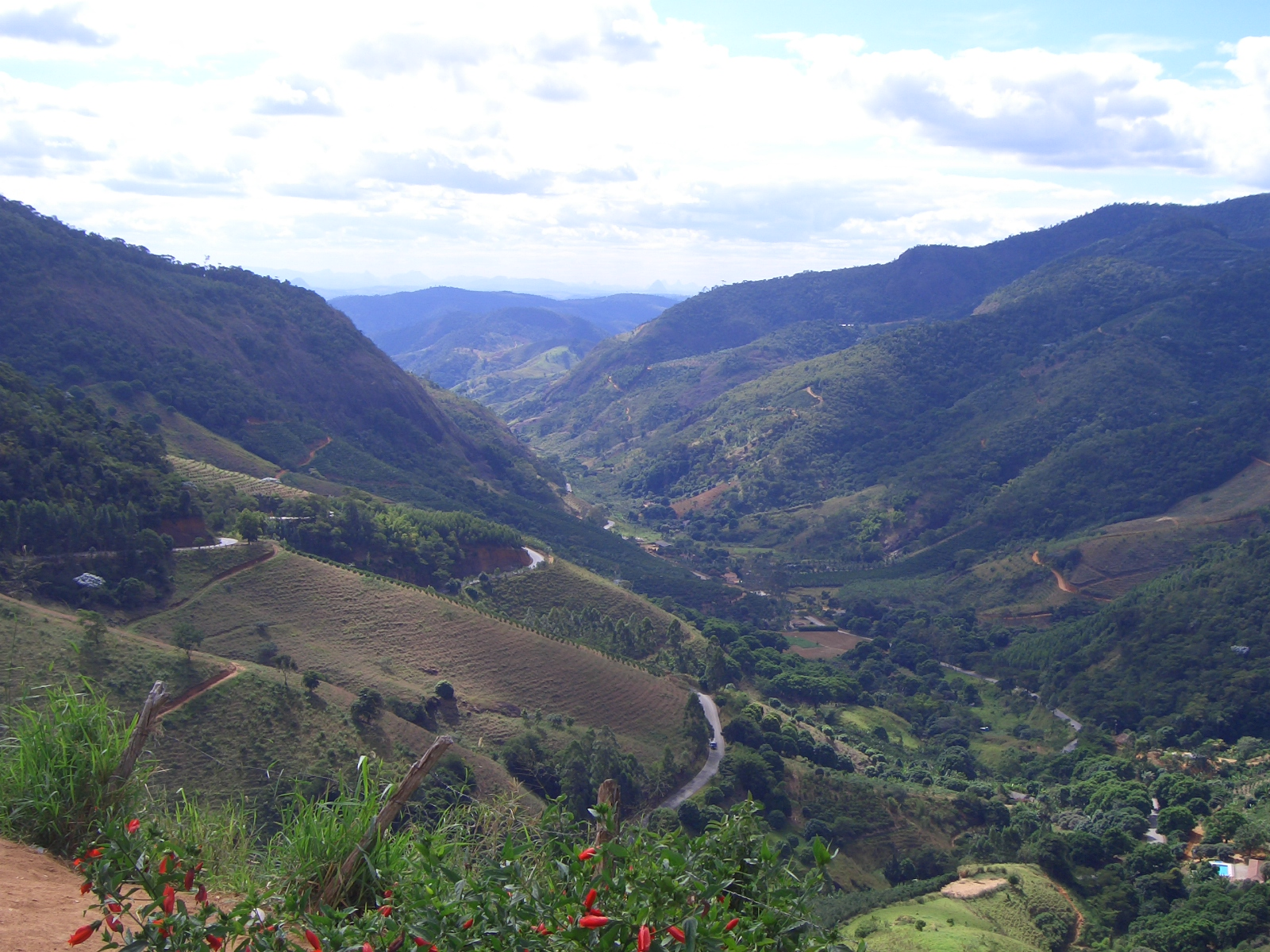
Canaavallei